# Đại học Zambia
Trường Đại học của Zambia là trường đại học lớn nhất của Zambia, được thành lập vào năm 1966. Trường có số lượng sinh viên khoảng 24.834 người.
Trường Đại học của Zambia đã có hơn 157 chương trình đại học và trên đại học. Các trường đại học của đại học Zambia được chia thành các khoa sau:
- Trường Khoa học Nông nghiệp
- Trường Kỹ thuật
- Trường Giáo dục
- Trường Nhân văn và Khoa học Xã hội
- Trường Luật
- Viện Đại học Mỏ
- Trường Y
- Trường Khoa học Tự nhiên
- Trường Thú y

Đại học Zambia dự kiến khai trương trường quản trị trong năm 2014.